# توفيق أبو السعود
توفيق أبو السعود (1902-1981)، هو كاتبٌ ومربٍ فلسطينيّ من مواليد البلدة القديمة في القدس.

## دراسته وعمله
ٌدرس توفيق في كتّاب الشيخ محمد الصالح في المدرسة الصلاحية ثم التحق بمدرسة المعلمين في الكلية العربية حيث كان أساتذته فيها إسعاف النشاشيبي وخليل السكاكيني. ثم عُيِّن مُدرسًا في المدرسة البكرية عام 1919، ونقل بعدها إلى غزة، ثم عمل مديراً لمدرسة المجدل عام 1924، ثم مديراً لمدرسة اللد حيث نجح في تحويلها من ابتدائية إلى ثانوية مع منزل داخلي للطلبة. عمل بعد ذلك في أكثر من موقعاً منها مديراً لمدرسة قلقيلية خلال الأعوام 1945-1947، وأُعيد بعدها مديراً لمدرسة اللد، وعُيِّن أميناً لسر اللجنة القومية في المدينة. وأعد عدداً من التمثيليات الإذاعية التي بثتها الإذاعة الفلسطينية في القدس. وبعد النكبة، عاد للقدس ليعمل في التعليم حيث قام بإعادة فتح المدارس التي استخدمت كمراكز للدفاع في الحرب، فكان عليه البحث عن مدرسين للعمل في مدارسها وإعادة ترميم بعضها وتمويلها، فكانت المدرسة الرشيدية من أوائل المدارس التي فتحها ثم عمل مديراً لها، وعمل مفتشاً للمعارف في الوقت نفسه. كما وعمل في كلية بيرزيت حتى عام 1967 وشارك في تأسيس الجامعة حيث كان أول رئيس لمجلس أمنائها من العام 1973 وحتى وفاته. 

## كفاحه ضد الإستعمار
اعتقلت القوات الإنجليزية توفيق عام 1937 في أحداث الثورة الفلسطينية الكبرى نظراً لنشاطه السياسي ودوره كخطيب حيث كان يحض على نضال الإنتداب الإنجليزي وناهض بيع الأراضي والهجرة اليهودية، وفُِصل من عمله في ذلك الوقت. وشارك في حرب النكبة عام 1948 في معارك الدفاع عن اللد حيث كان أميناً لسر اللجنة القومية في المدينة، وساهم بفعالية في النشاطات المجتمعية في القدس والتي هدفت إلى حماية الوجود العربي فيها فشارك في تأسيس جمعية الهلال الأحمر عام 1949، وجمعية المقاصد الخيرية، والهيئة الإسلامية، ومجلس الأوقاف الشرعي، وكلية التمريض، ومدرسة دار الأيتام.

## مؤلفاته
- سيرة سيف بن ذي يزن.[1]
- سلسلة كتب عن قواعد اللغة العربية عام 1947.[2]